# جهاز تنفسي
الجِِهَازُ التَّنَفُسِيُّ هو الجهاز المسؤول عن تزويد خلايا جسم الإنسان بالأكسجين الضروري لأنشطتها، ويخلصها من ثاني أكسيد الكربون الناتج من عمليات الأكسدة في الخلايا. يمر هواء الشهيق عبر الرغامى والقصبتين اللَّتَين تتفرعان منه قبل الدخول للرئتين. وتشمل كل رِئةٍ عدد كبير من القصيبات، والتي تتفرع إلى شُعيبات تنتهي بعددٍ كبير من الحويصلات الهوائية مبطنة بأغشيةٍ رقيقةٍ جداً ومحاطة بشعيرات دموية غزيرة. يجري عبرها تبادل الغازات بينها وبين الشعيرات الدموية التي تحيط بها. وتعمل العضلات الوربية بين الضلوع، والحجاب الحاجز تحت الرئتين على تشغيل الرئتين كالكير (منفاخ الحداد)، فتسحب الهواء إليهما ثم تدفعه خارجهما في فتراتٍ منتظمة.
تنقسم عملية التنفس إلى مرحلتين مُتَتَابِعَتَيّن بشكل متلاحق ومستمر هما الشهيق والزفير. الشهيق هو عملية فاعلة تتطلب جهداً من أعضاء الجهاز التنفسي، وخاصة العضلات لإدخال الهواء إلى الرئتين، تتقلص عضلة الحجاب الحاجز فتهبط للأسفل فيتسع القفص الصدري عمودياً أو طولياً ويقل الضغط داخل الرئتين إلى أن يصبح أقل من الضغط الجوي فيندفع الهواء إلى الرئة. كما تعمل العضلات الوربية الخارجية على رفع القص ودفعه للأمام مما يزيد من حجم القفص الصدري من الأمام إلى الخلف.بينما الزفير عملية تلقائية لا تتطلب جهدا لإخراج الهواء خارج الجسم، وإنما تأتي كنتيجة حتمية لعملية الشهيق ولكن في الحالات الاضطرارية، تتدخل عضلات البطن والعضلات الوربية الداخلية لتضيق القفص الصدري، فيرتفع الضغط داخل الرئتين فيطرد الهواء منهما عبر الممرات الهوائية خارج الجسم.
يتراوح مُعدل التنفس الطبيعي عند البالغين في وضع الراحة حوالي 12 إلى 20 نفسًا في الدقيقة. معدل التنفس الذي يقل عن 12 أو يزيد عن 25 نفسًا في الدقيقة أثناء وضع الراحة يُعد غير طبيعي. من بين الأسباب التي يمكن أن تُغير من مُعدل التنفس بذل الجهد، الربو، القلق، الالتهاب الرئوي، قصور القلب الاحتقاني، أمراض الرئة الأخرى.

## التركيب
يتكون الجهاز التنفسي النموذجي لدى البشر والثدييات الأخرى من السبيل التنفسي العلوي والسفلي. يشمل السبيل التنفسي العلوي الأنف، وتجويف الأنف، والجيوب الأنفية، والبلعوم، وجزء من الحنجرة يقع فوق الحبال الصوتية. بينما يشمل السبيل السفلي الجزء السفلي من الحنجرة، والرغامى، والقصبات الهوائية، والقصيبات، والحويصلات الهوائية.
غالبًا ما توصف الممرات الهوائية المتفرعة في السبيل التنفسي السفلي بالشجرة التنفسية أو الشجرة الرغامية القصبية. غالبًا ما يشار إلى الأماكن الفاصلة بين نقاط التفرع المتتالية على طول فروع الشجرة باسم الأجيال المتفرعة، والتي يوجد منها لدى الإنسان البالغ حوالي 23. تمثّل الأجيال الأولى (الجيل 0 إلى 16 تقريبًا) الرغامى، والقصبات التنفسية، وكذلك القصيبات الكبيرة التي تعمل ببساطة كقنوات هوائية، تنقل الأخيرة الهواء إلى القصيبات الهوائية الأصغر، والقنوات النسخية، والحويصلات الهوائية (الأجيال 17-23 تقريبًا)، حيث يتم تبادل الغازات. القصيبات هي عبارة مجاري هوائية صغيرة تفتقر إلى أي دعم غضروفي.[5]
أول القصبات الهوائية التي تتفرع من الرغامى هما القصبتَين الهوائيتين الرئيسيتين اليمنى واليسرى. يبلغ قطر الرغامى (1.8 سم)، تتفرع إلى قصبتَين يبلغ قطر كل منهما 1.4 سم، تدخل القصبة الرئة عبر النقير، وتتفرّع بدورها إلى قصبات ثانوية أضيق تُعرف باسم القصبات الفصية، وتتفرع هذه القصبات الفصية إلى القصبات الثالثة الأضيق المعروفة باسم القصبات الهوائية القطعية. تُعرف الفروع الإضافية للقصبات الهوائية القطعية (يتراوح قطرها من 1 إلى 6 مم) بالقصبات القطعية من الدرجة الرابعة، والخامسة، والسادسة على التوالي، أو تُعرَف مجتمعةً بالقصبات القطعية الثانوية.
تتفرع الشجرة القصبية لدى الإنسان 23 مرة، بينما تتكون الشجرة القصبية لدى الفئران من 13 فرعًا فقط.
الحويصلات الهوائية هي المحطات الطرفية المسدودة لما يسمى بالشجرة التنفسية، ما يعني أن أي هواء يدخل إليها يجب أن يخرج عبر نفس الطريق. ينتج عن هذا نظام حيز ميت، أي حجم من الهواء (حوالي 150 مل لدى الإنسان البالغ) يملأ الشعب الهوائية بعد الزفير ويتم استنشاقه مرة أخرى في الحويصلات الهوائية قبل أن يصل إليها الهواء البيئي. وفي نهاية عملية الشهيق تمتلئ الممرات الهوائية بالهواء، الذي يُطرَح دون حدوث أي تبادل غازي عبر عملية الزفير.

### الأنف
الأنف هو عضو غضروفي يتصل مع الخارج بالفتحتين الأنفيتين وهما مبطنتان بغشاء مخاطي مهدب يرطب ويسخن الهواء وينقيه.
يقوم الأنف بدور أساسي في عملية التنفس وكذلك الشم وهو يقع في مقدمة الوجه ويتكون من هيكل عظمي وغضروفي مغطى بالجلد، ويغطي سطح التجويف الأنفي مادة مخاطية وشعيرات دموية وشعر صغير ليحمي الأنف من كل أشياء غريبة تدخل إليه.

### البلعوم
البلعوم هو الممر المباشر والممتد من ممر الأنف من الخلف، الجزء الأمامي منه مبطن بغشاء مخاطي والجزء الخلفي ممر مشترك للغذاء والهواء معا، تتصل به من الأمام القصبة الهوائية ومن الخلف المريء، ويمر من البلعوم خلال فتحة المزمار إلى الحنجرة.

### الحنجرة
الحنجرة هي عضو غضروفي تمتد في داخله ثنيات غشائية عضلية تكون الحبال الصوتية، فتهتز هذه الحبال بتأثير الهواء الصاعد من الرئتين فتنشأ الأصوات، فالحنجرة هي عضو الصوت، تفتح الحنجرة بفتحة المزمار، ويسدها عند البلع غضروف لسان المزمار.

### القصبة الهوائية
وهي أنبوب يتكون من غضاريف شبه دائرية تدعم الناحية الأمامية بينما يوجد في الناحية الخلفية التي يستند إليها المريء عضلات ملساء وأربطة ليفية مرنة (fibroelastic ligaments) تصل نهايات الغضاريف ببعضها؛ فتكون وظيفة الغضاريف منع توسع تجويف الرغامى فوق المطلوب، كما أن العضلات والأربطة تحافظ على قطر مناسب لتجويف الرغامى، وانقباض هذه العضلات وبالتالي تضَيُّق تجويف الرغامى يلعب دوراً في السعال كما يساهم انقباض العضلات في تنظيف مجرى التنفس. يبطن القصبة غشـاءٌ مخاطي ذو أهداب مهتزة مخاطية تستوقف الغبار، والجزيئات التي ترافقه، وتدفعها نحو الخارج فهذه الأهداب تعمل كالمكنسة.

### الشعب الهوائية
تتفرع الرغامى بعد مسافة من الحنجرة إلى قصيبات أصغر كأغصان الشجرة ويشكل مجموعها الشجرة القصبية.

### الرئتان
الرئتان هما أكبر الأعضاء في السبيل الهوائي السفلي. تتعلق الرئتان داخل الجوف الجنبي للصدر. الغشاءان الجنبيان هما غشاءان رقيقان، يكون الأول أسمك ويحيط بالرئتين. في حين يغطي الجزء الداخلي (الجنب الحشوي) الرئتين، يحيط الجزء الخارجي (الجنب الجداري) السطح الداخلي لجدار الصدر. يفرز هذا الغشاء سائلًا بكمية قليلة، وهو يتيح للرئتين التحرك بحرية داخل الجوف الجنبي في أثناء التمدد والتقلص خلال التنفس. تنقسم الرئتان إلى فصوص مختلفة. الرئة اليمنى أكبر من اليسرى حجمًا، نظرًا إلى وجود القلب على يسار الخط الناصف للجسم. تتكون الرئة اليمنى من ثلاثة فصوص: علوي ومتوسط وسفلي، بينما تتكون الرئة اليسرى من فصين اثنين: علوي وسفلي، بالإضافة إلى جزء صغير على شكل لسان يبرز من الفص العلوي يُعرف باسم اللسين. ينقسم كل فص كذلك إلى أجزاء تسمى الأجزاء القصبية الرئوية. لكل رئة سطح ضلعي ملاصق للقفص الصدري، وسطح حجابي يواجه القاعدة ناحية الحجاب الحاجز، وسطح منصفي يواجه مركز الصدر، ويقع أمام القلب، والأوعية الكبيرة، والجؤجؤ حيث تتفرع القصبات الهوائية الرئيسية من أسفل القصبة الهوائية. يُحيط بكل رئة غشاء يُسمى الغشاء الجنبي أو الغشاء البلوري يتكون من طبقتين تلتصق الطبقة الداخلية بالرئة بينما تلتصق الطبقة الخارجية بالوجه الداخلي للقفص الصدري، يوجد بين هاتين الطبقتين سائل مصلي يُسهل حركة الرئة أثناء التنفس.

### الحويصلات الهوائية
الحويصلات الهوائية أو الأسناخ الهوائية هي أكياس هوائية صغيرة محاطة بكيمة كبيرة من الشعيرات الدموية ، يحدث فيها عملية تبادل الغازات. يبلغ متوسط عدد الحويصلات الهوائية في رئة الإنسان 480 مليون حويصلة هوائية. عندما يتقلص (ينقبض) الحجاب الحاجز، يتولد ضغط سلبي داخل الصدر ويندفع الهواء لملء هذا التجويف. تمتلئ هذه الأكياس بالهواء وهو ما يجعل الرئة تتمدد. الأسناخ غنية بالشعيرات الدموية، التي تُسمى الشعيرات الدموية السنخية. تمتص خلايا الدم الحمراء فيها الأكسجين من الهواء، ثم تحمله على شكل أوكسي هيموغلوبين من أجل تغذية الخلايا. تحمل خلايا الدم الحمراء أيضًا ثنائي أكسيد الكربون بعيدًا عن الخلايا في شكل كربامينوهيموغلوبين، وتحرره في الأسناخ من خلال الشعيرات الدموية السنخية. عندما يسترخي الحجاب الحاجز، يتولد ضغط إيجابي في الصدر ويتدفق الهواء خارج الحويصلات الهوائية لطرد ثنائي أكسيد الكربون.

### الشرايين والأوردة
يخرج جذع الشريان الرئوي من البطين الأيمن فينقسم إلى قسمين ينفذ كل منهما إلى رئة ويسير محاذيا للقصبة الهوائية ويتفرع مثل تفرعها حتى ينتهي في محيط الأسناخ. فتشكل شبكة من الشعيرات الدموية تحيط بالأسناخ ، وينتج عن اجتماع الشعيرات فروع وريدية تتلاقى فتشكل وريدين في كل رئة وتخرج الأوردة الرئوية الأربعة وتصب في الأذين الأيسر من القلب وبما أن جدران الأسناخ الرئوية رقيقة جدا فيكون الدم فيها وهواء الأسناخ على اتصال مباشر بسطح واسع جدا وتتم عندها تبادل الغازات حيث يأخذ الدم الأكسجين ويطرد ثاني أكسيد الكربون.

### التشريح النسيجي
يُغطى الجهاز التنفسي بطبقة من الخلايا الطلائية يوجد بينها عدد من الغدد المخاطية التي تفرز المخاط، أيضًا يوجد عضلات ملساء وغضاريف . يتم تغطية البطانة الظهارية من الأنف إلى القصيبات بطبقة من خلايا طلائية عمودية مهدبة كاذبة. تتحرك الأهداب في حركة نبضيه في اتجاه واحد(إلى الأعلى) دافعة معها المخاط والميكروبات العالقة به نحو الحلق حيث يتم ابتلاعه. في القصيبات تصبح الخلايا أكثر تكعيبية في الشكل ولكنها لا تزال مهدبة.
توجد الغدد بكثرة في الجهاز التنفسي العلوي، بينما تقل في الجهاز التنفسي السفلي وتغيب ابتداءً من القُصَيبات. الشيء نفسه ينطبق على الخلايا الكأسية على الرغم من وجود خلايا مبعثرة في القصيبات.
الغضروف الموجود في القصبة الهوائية مكون من حلقات غضروفية زجاجية شبة صلبة على شكل حرف C، بينما في القُصيبات الهوائية، يتخذ الغضروف شكل صفائح متناثرة. تبدأ العضلات الملساء في القصبة الهوائية، حيث تنضم إلى حلقات الغضروف على شكل حرف C. تستمر إلى أسفل القصبات الهوائية والقصيبات مطوقه أيها بالكامل. على النقيض من ذلك الشعب الهوائية تتكون من أنسجة مرنة.
يوجد في الرئتان ثلاثة عشر نوعًا مختلفًا من الخلايا، وأحد عشر نوعًا من الخلايا الظهارية ونوعين من الخلايا الوسيطة . تشكل الخلايا الظهارية بطانة القصبة الهوائية وأنابيب الشعب الهوائية، بينما تبطن الخلايا اللحمية المتوسطة الرئتين.

## آلية التنفس

يحدث الاستنشاق نتيجة تقلص الحجاب الحاجز. الذي هو عبار عن صفيحة عضلية محدبة إلى الأعلى تفصل التجويف الصدري عن تجويف البطن. عندما تتقلص عضلة الحجاب الحاجز (أي تتحرك لأسفل) تتحول إلى وضع التسطح، مما يزيد من حجم التجويف الصدري في المحور الخلفي الأمامي. يدفع الحجاب الحاجز المتقلص أعضاء البطن إلى أسفل. ولكن لأن قاع الحوض يمنع أعضاء البطن السفلية من التحرك في هذا الاتجاه، فإن محتويات البطن المرنة تتسبب في انتفاخ البطن إلى الأمام والجانبين، لأن عضلات البطن المرتخية لا تقاوم هذه الحركة. يُشار أحيانًا إلى هذا الانتفاخ السلبي تمامًا (والانكماش أثناء الزفير) في أثناء التنفس الطبيعي باسم "التنفس البطني"، على الرغم من أن "التنفس البطني"، غير مرئي من خارج الجسم. تستخدم الثدييات عضلات بطنها فقط أثناء الزفير.
عندما ينقبض الحجاب الحاجز، يتوسع التجويف الصدري في نفس الوقت عن طريق سحب الأضلاع لأعلى بواسطة العضلات الوربدية. جميع الأضلاع مائلة إلى أسفل من الخلف إلى الأمام؛ لكن الأضلاع السفلية تميل أيضًا للأسفل من خط الوسط إلى الخارج. وهكذا يمكن زيادة القطر العرضي للقفص الصدري بنفس الطريقة التي يتم بها زيادة القطر الخلفي من خلال ما يسمى بحركة مقبض المضخة.
يؤدي توسع التجويف الصدري الصدري رأسيًا عن طريق تقلص الحجاب الحاجز، وأفقيًا عن طريق رفع مقدمة وجوانب الأضلاع- إلى انخفاض الضغط داخل الصدر. تكون الأجزاء الداخلية للرئتين منفتحة على الهواء الخارجي وكونها مرنة يمكنها سحب الهواء إلى الداخل لملء هذا الفراغ، ويساعد سائل غشاء الجنب بين غشاء الجنب المزدوج الرئتين على تقليل الاحتكاك أثناء توسعهما وتقلصهما. يحدث تدفق الهواء إلى الرئتين عبر الشعب الهوائية التنفسية. تبدأ هذه الممرات الهوائية بالأنف وتنتهي بأكياس هوائية تسمى الحويصلات الهوائية، والتي تكون مفتوحة دائمًا، على الرغم من أن أقطارها يمكن تغيره باستمرار عن طريق الجهاز العصبي السمبثاوي والباراسمبثاوي. لذلك، يكون ضغط الهواء السنخي دائمًا قريبًا من ضغط الهواء الجوي (حوالي 100 كيلو باسكال عند مستوى سطح البحر) في حالة الراحة، ومع هذا التغير في الضغط الناتج عن تقلص الرئتين وتمددهما يندفع الهواء داخل الرئتين وخارجهما أثناء التنفس. وتستمر فترة الزفير ضعف مدة الشهيق.
أثناء الزفير، يرتخي الحجاب الحاجز والعضلات الصدرية مما يعيد الصدر والبطن إلى وضعهما الطبيعي. تحتوي الرئتان على سعة هواء وظيفية متبقية تبلغ حوالي 2.5 - 3.0 لتر.
في وضع الراحة يبلغ حجم الهواء الداخل إلى الرئتين حوالي 500 مل لكل نفس. في نهاية الزفير تكون الممرات الهوائية تحوي على 150 مل من الهواء السنخي وهو أول هواء يتم استنشاقه مرة أخرى في الحويصلات الهوائية أثناء الاستنشاق. يُعرف حجم الهواء الذي يتم استنشاقه من الحويصلات الهوائية والعودة إلى الداخل مرة أخرى باسم تهوية الفراغ الميت، والذي ينتج عنه استنشاق 500 مل في الحويصلات الهوائية مع كل نفس 350 مل فقط (500 مل - 150 مل) = 350 مل وهو هواء منعش، دافئ، ومبلل. نظرًا لكون 350مل من الهواء النقي يتم خلطه جيدًا وتخفيفه عن طريق الهواء الذي يبقى في الحويصلات الهوائية بعد الزفير الطبيعي (أي السعة المتبقية الوظيفية التي تبلغ حوالي 2.5 - 3.0 لتر)، فمن الواضح أن تكوين الهواء السنخي يتغير بشكل كبير قليلًا أثناء دورة التنفس. يظل الضغط الجزئي للأكسجين قريبًا من 13-14 كيلو باسكال (حوالي 100 ملم زئبق)، وثاني أكسيد الكربون قريب جدًا من 5.3 كيلو باسكال (أو 40 ملم زئبق). يتناقض هذا مع الهواء الخارجي الجاف عند مستوى سطح البحر، حيث يبلغ الضغط الجزئي للأكسجين 21 كيلو باسكال (أو 160 ملم زئبق) وثاني أكسيد الكربون 0.04 كيلو باسكال (أو 0.3 ملم زئبق).
أثناء التنفس الثقيل، على سبيل المثال، أثناء التمرين، يحدث الاستنشاق من خلال تقلص أقوى للحجاب الحاجز، بالإضافة إلى ذلك، فإن عضلات الاستنشاق الوربية تتقلص بشكل أكبر. عضلات الاستنشاق هذه عضلات تمتد من فقرات عنق الرحم وقاعدة الجمجمة إلى الضلوع العلوية والقص، أحيانًا من خلال ارتباطها إلى الترقوة. عندما تنقبض، يزداد الحجم الداخلي للقفص الصدري إلى حد أكبر بكثير مما يمكن تحقيقه عن طريق تقلص العضلات الوربية وحدها. يُعرف أحيانًا ارتفاع الترقوة أثناء الشهيق الثقيل من خارج الجسم باسم التنفس الترقوي، ويُرى بشكل خاص أثناء نوبات الربو وفي الأشخاص المصابين بمرض الانسداد الرئوي المزمن.
أثناء التنفس الثقيل، يحدث الزفير بسبب استرخاء جميع عضلات الاستنشاق. في نفس الوقت تنقبض عضلات البطن بقوة فتسحب الحواف السفلية للقفص الصدري إلى أسفل (الأمام والجانبين). لا يؤدي هذا إلى تقليل حجم القفص الصدري بشكل كبير فحسب، بل يؤدي أيضًا إلى دفع أعضاء البطن إلى أعلى في مواجهة الحجاب الحاجز الذي يؤدي بالتالي إلى تضيق في التجويف الصدري. حجم الرئة في نهاية الزفير هو أقل بكثير من منتصف وضع الراحة وتحتوي على هواء أقل بكثير من "السعة المتبقية الوظيفية". ومع ذلك، في الثدييات الطبيعية، لا يمكن إفراغ الرئتين تمامًا. في الإنسان البالغ، لا يزال هناك دائمًا ما لا يقل عن لتر واحد من الهواء المتبقي في الرئتين بعد أقصى مدة زفير.
التنفس المنتظم الأوتوماتيكي للداخل والخارج، يمكن أن ينقطع عن طريق السعال، والعطس التي تعتبر من أشكال الزفير القوي كذلك في حالات الضحك، والتنهد، والصراخ، والكلام، والغناء، والصفير، ولعب آلات النفخ. كل هذه الإجراءات تعتمد على العضلات الموصوفة أعلاه، وتأثيراتها على حركة الهواء داخل وخارج الرئتين.
على الرغم من أنها ليست شكلاً من أشكال التنفس، إلا أنها مناورات تشمل عضلات الجهاز التنفسي. فتعتبر جهد زفيري قوي للغاية ضد المزمار المغلق بإحكام، بحيث لا يمكن للهواء الهروب من الرئتين. بدلاً من ذلك، يتم تفريغ محتويات البطن في الاتجاه المعاكس، من خلال الفتحات الموجودة في قاع الحوض. تنقبض عضلات البطن بقوة شديدة، مما يؤدي إلى ارتفاع الضغط داخل البطن والصدر إلى مستويات عالية للغاية. يمكن إجراء مناورة فالسالفا طوعًا، لكنها بشكل عام رد فعل منعكس عند محاولة إفراغ البطن أثناء التغوط، أو أثناء الولادة، على سبيل المثال. يتوقف التنفس أثناء هذه المناورة.

## الوظيفة
1. تزويد الجسم بالأكسجين من الجو إلى الرئتين، ثم أكسدته في الرئتين، بفضل الضغط الجزيئي للأكسجين في الأسناخ والأوعية الدموية.
2. طرح ثاني أكسيد الكربون: وذلك بفضل فرق الضغط الجزيئي له في الخلايا والأوردة والاسناخ.
3. المحافظة على التوازن الحامضي_القاعدي أو الرقم الهيدروجيني.
4. المحافظة على حرارة الجسم: نتيجة لعمليات الاحتراق والهدم والبناء داخل الجسم ترتفع درجة حرارة الجسم الداخلية فيعمل بعدة طرق للتخلص من الحرارة الزائدة وهذه الطرق والوسائل هي: الجهاز العصبي، الغدد الصماء، الرئتان.

## تبادل الغازات
يحتوي الهواء الموجود داخل الحويصلات الهوائية على حجم شبه دائم من الهواء يبلغ حوالي 2.5-3.0 لترًا والذي يُحيط تمامًا بالدم الشعري السنخي. وهذا يضمن أن تكون موازنة ضغوط الغازات في الجزأين فعالة للغاية وتحدث بسرعة كبيرة. الدم الذي يخرج من الشعيرات الدموية السنخية ويتم توزيعه في نهاية المطاف إلى جميع أنحاء الجسم، وبالتالي فإن ضغط الأكسجين يبلغ 13-14 كيلو باسكال (100 مم زئبق)، وضغط ثاني أكسيد الكربون يبلغ 5.3 كيلو باسكال (40 مم زئبق) (أي نفس ضغط الأكسجين. توترات غازات الأكسجين وثاني أكسيد الكربون كما هو الحال في الحويصلات الهوائية). كما هو مذكور في القسم أعلاه، فإن الضغوط الجزئية المقابلة للأكسجين وثاني أكسيد الكربون في الهواء المحيط عند مستوى سطح البحر هي 21 كيلو باسكال (160 ملم زئبق) و0.04 كيلو باسكال (0.3 ملم زئبق) على التوالي.
يمكن الحفاظ على هذا الاختلاف الملحوظ بين تكوين الهواء السنخي وتلك الخاصة بالهواء المحيط لأن القدرة الوظيفية المتبقية موجودة في أكياس مسدودة متصلة بالهواء الخارجي عن طريق أنابيب ضيقة وطويلة نسبيًا (الممرات الهوائية: الأنف والبلعوم والحنجرة والقصبة الهوائية والشعب الهوائية وفروعها وصولاً إلى القصيبات )، والتي من خلالها يجب أن يتنفس الهواء للداخل والخارج (أي لا يوجد تدفق أحادي الاتجاه كما هو الحال في رئة الطيور). هذا التشريح النموذجي للثدييات جنبًا إلى جنب مع حقيقة أن الرئتين لا يتم تفريغهما وإعادة نفخهما مع كل نفس (تاركًا حجمًا أكبر من الهواء، حوالي 2.5-3.0 لتر، في الحويصلات الهوائية بعد الزفير)، يضمن تكوين الحويصلات الهوائية يتم إزعاج الهواء بشكل طفيف فقط عند خلط 350 مل من الهواء النقي مع كل استنشاق. وهكذا يتم تزويد الحيوان بهواء، يختلف تكوينه بشكل كبير عن الهواء المحيط.
يتم التحكم في الضغط الشرياني الجزئي الناتج عن الأكسجين وثاني أكسيد الكربون. إن ارتفاع الضغط الشرياني الجزئي لثاني أكسيد الكربون، وبدرجة أقل، انخفاض الضغط الشرياني الجزئي لـ O 2 ، سيؤدي إلى تنفس أعمق وأسرع حتى توتر غازات الدم في الرئتين ، وبالتالي الدم الشرياني، العودة إلى وضعها الطبيعي. يحدث العكس عندما ينخفض توتر ثاني أكسيد الكربون، أو مرة أخرى، بدرجة أقل ، يرتفع توتر الأكسجين: ينخفض معدل التنفس وعمقه حتى يعود غاز الدم إلى طبيعته.
نظرًا لأن الدم الذي يصل إلى الشعيرات الدموية السنخية له ضغط جزئي يبلغ في المتوسط ، 6 كيلو باسكال (45 ملم زئبق) ، في حين أن الضغط في الهواء السنخي هو 13-14 كيلو باسكال (100 ملم زئبق) ، سيكون هناك انتشار صافي للأكسجين إلى الدم الشعري . وبالمثل ، فأن الدم الذي يصل إلى الشعيرات الدموية السنخية يحتوي على ضغط جزئي من ثاني أكسيد الكربون تبلغ 6 كيلو باسكال (45 مم زئبق) ، في حين أن الهواء السنخي 5.3 كيلو باسكال (40 مم زئبق) ، فيندفع ثاني أكسيد الكربون خارج الشعيرات الدموية إلى الحويصلات الهوائية. التغييرات التي أحدثتها هذه التدفقات الصافية للغازات الفردية داخل وخارج الهواء السنخي تستلزم استبدال حوالي 15٪ من الهواء السنخي بالهواء المحيط كل 5 ثوانٍ أو نحو ذلك. يتم التحكم في هذا بإحكام شديد من خلال مراقبة غازات الدم الشرياني (التي تعكس بدقة تكوين الهواء السنخي) بواسطة مستقبلات على الشربان الأبهر والسباتي وكذلك عن طريق غاز الدم ومستشعر الأس الهيدروجيني على السطح الأمامي للنخاع المستطيل في الدماغ. توجد أيضًا مستشعرات للأكسجين وثاني أكسيد الكربون في الرئتين ، لكنها تحدد بشكل أساسي أقطار القصيبات والشعيرات الدموية الرئوية ، وبالتالي فهي مسؤولة عن توجيه تدفق الهواء والدم إلى أجزاء مختلفة من الرئتين.
نتيجة للمحافظة الدقيقة على تكوين 3 لترات من الهواء السنخي يتم تصريف بعض ثاني أكسيد الكربون مع كل نفس في الغلاف الجوي ويتم امتصاص بعض الأكسجين من الهواء الخارجي. في حالة فقدان المزيد من ثاني أكسيد الكربون بسبب فترة قصيرة من فرط التنفس ، فسيتم إبطاء التنفس أو توقفه حتى يعود الضغط الجزئي السنخي لثاني أكسيد الكربون إلى 5.3 كيلو باسكال (40 ملم زئبق). لذلك من غير الصحيح بالمعنى الدقيق للكلمة أن الوظيفة الأساسية للجهاز التنفسي هي تخليص الجسم من ثاني أكسيد الكربون بشكل كلي. من المحتمل أن يُنظر إلى ثاني أكسيد الكربون الذي يتم استنشاقه مع كل نفس على أنه منتج ثانوي لثاني أكسيد الكربون السائل خارج الخلية في الجسم واستتباب الأس الهيدروجيني .
إذا تم خرق هذه الألية فسيحدث حماض تنفسي ، أو قلاء تنفسي . على المدى الطويل يمكن تعويضها عن طريق الكلية عن طريق تغير تركيزات H + وHCO 3 في البلازما ؛ ولكن نظرًا لأن هذا يستغرق وقتًا طويلًا .قد تحدث متلازمة فرط التنفس ، على سبيل المثال ، عندما يتسبب القلق في جعل الشخص يتنفس بسرعة وبعمق مما يتسبب في قلاء تنفسي نتيجة دفع الكثير من ثاني أكسيد الكربون من الدم إلى الهواء الخارجي.
للأكسجين قابلية ذوبان منخفضة جدًا في الماء ، وبالتالي يتم حمله في الدم بشكل غير محكم مع الهيموجلوبين . يتم حمل الأكسجين بواسطة أربع مجموعات من الحديد التي توجد في كل جزيء هيم من الهيموجلوببن. عندما تحمل جميع مجموعات الهيم جزيء الأكسجين، يُقال الدم في حالة "تشبع" ، ولن تؤدي أي زيادة أخرى في الضغط الجزئي للأكسجين إلى زيادة تركيز الأكسجين في الدم. يُنقل معظم ثاني أكسيد الكربون في الدم على هيئة أيونات بيكربونات (HCO3 - ) في البلازما. ومع ذلك ، فإن تحويل ثاني أكسيد الكربون المذاب إلى HCO3 -(من خلال إضافة الماء) بطيء جدًا بالنسبة لمعدل دوران الدم عبر الأنسجة من ناحية، ومن خلال الشعيرات الدموية السنخية من ناحية أخرى. لذلك يتم تحفيز التفاعل بواسطة إنزيم كربونيك أنهيدراز، وهو إنزيم يوجد داخل خلايا الدم الحمراء . يمكن أن يذهب التفاعل في كلا الاتجاهين اعتمادًا على الضغط الجزئي السائد لثاني أكسيد الكربون . يتم حمل كمية صغيرة من ثاني أكسيد الكربون على مجموعة كاربامينو الموجود في الأحماض الأمينية المكونة للهيموجلوبين. التركيز الكلي لثاني أكسيد الكربون (على شكل أيونات بيكربونات ، وثاني أكسيد كربون مذاب، ومجموعات الكاربامينو) في الدم الشرياني (أي بعد موازنته مع الهواء السنخي) يبلغ حوالي 26 ملم (أو 58 مل / 100 مل) ، مقارنة بتركيز الأكسجين في الدم الشرياني المشبع بحوالي 9 ملم ( أو 20 مل / 100 مل دم).

## تنظيم عملية التنفس
تُنظم عملية التنفس في الثدييات عبر مراكز الجهاز التنفسي في النخاع المستطيل وجذع الدماغ . تشكل هذه المناطق سلسلة من المسارات العصبية التي تتلقى معلومات حول الضغوط الجزئية للأكسجين وثاني أكسيد الكربون في الدم الشرياني . تحدد هذه المعلومات بالضبط مُعدل تهوية الحويصلات الهوائية في الرئتين ، للحفاظ على هذه الضغوط ثابتة . يقوم المركز التنفسي بذلك عن طريق الأعصاب الحركية التي تنشط الحجاب الحاجز وغيرها من عضلات التنفس فيزاد أو يقل معدل التنفس حسب الحاجة.
يزداد معدل التنفس عندما يزداد الضغط الجزئي لثاني أكسيد الكربون في الدم. يتم الكشف عن ذلك عن طريق المستقبلات الكيميائية المركزية لغازات الدم على السطح الأمامي للنخاع المستطيل . ومستقبلات كيميائية لغازات الدم المحيطي على الشريان الأورطي والشريان السباتي والتي تعتبر حساسة بشكل خاص للضغط الجزئي الشرياني لـ O 2 على الرغم من أنها تستجيب أيضًا ، ولكن بقوة أقل ، للضغط الجزئي لثاني أكسيد الكربون . عند مستوى سطح البحر ، في ظل الظروف العادية ، يتم تحديد معدل التنفس والعمق بشكل أساسي من خلال الضغط الشرياني لثاني أكسيد الكربون بدلاً من الضغط الشرياني للأكسجين .
يزيد التمرين من معدل التنفس بسبب ارتفاع ثاني أكسيد الكربون الناتج عن التمثيل الغذائي الذي يحدث في العضلات لإنتاج الطاقة. المعلومات الواردة من مستقبلات التمدد في الرئتين تحد من حجم المد عمق الاستنشاق والزفير.

### التنظيم الفيسيولوجي
إن عمل جميع أعضاء الجهاز التنفسي بشكل متناسق ومنسجم ومنتظم ومتواتر يتم تحت تأثير الجهاز العصبي الذي يحتوي على مراكز خاصة للتنفس في البصلة السيسيائية وفي الحدبة الموجودة في منطقة الجسر من الدماغ وتشترك عدة أجزاء عصبية وكيماوية في تكوين الجهاز العصبي المنظم للتنفس وهي المستقبلات والعصبونات التنفسية الحسية ومراكز التنفس الدماغية والأعصاب التنفسية الحركية.
1. المستقبلات التنفسية : وهي مستقبلات كيميائية حسية توجد على جدران الشريان الأبهر، والشريان السباتي الأصلي. وتتأثر بالتغيرات الكيميائية في الجسم مثل نقصان الأكسجين أو زيادة نسبة ثاني أكسيد الكربون أو زيادة درجة الحموضة (نقصان الرقم الهيدروجيني)
2. العصبونات التنفسية الحسية : وهي ألياف عصبية تصدر من المستقبلات ومن مراكز التخوية ومراكز النطخ في الرئتين، والمستقبلات الموجودة على العضلات الملساء في المسالك التنفسية لتصل إلى مراكز التنفس العليا في الدماغ. فيصدر من مستقبلات الشريان السباتي عصب الجيب السباتي ويصل إلى مراكز الشهيق في البصلة السيسيائية ويصدر من مستقبلات الشريان الأبهر العصب المثبط. ويصل إلى مركز الشهيق في البصلة، حيث يعمل هناك تشابكاً عصبياً حسياً ويتابع سيره إلى الأعلى ليصل إلى المركز الحدبي الناهي الموجود في الحدبة في منطقة الجسر الواقعة مباشرة فوق البصلة السيسيائية وتتعصب الرئتين والرغامى بالعصب الحائر (المبهم) الذي يصل إلى البصلة.
3. مراكز التنفس الدماغي: توجد مراكز التنفس في:
  - قشرة الدماغ وهي المراكز العليا
  - البصلة السيسيائية وهي:
    1. مركز الشهيق: إثارة هذا المركز يؤدي إلى تقلص أو انقباض جميع عضلات الشهيق .
    2. مركز الزفير: إثارة هذا المركز تحدث زفيراً طويلاً يستمر من دقيقتين إلى ثلاث دقائق ولا تؤدي إثارته المستمرة للموت حيث أنه بمجرد ارتفاع معدّل ثاني أكسيد الكربون في الدم يتنبه مركز الشهيق ويبدأ بالعمل فوراً وتحدث عملية الشهيق. وما تجب ملاحظته أن إثارة المركزين معاً تحدث تشنجاً شهيقياً ويتصلان فيما بينهما بأعصاب موصلة متبادلة.

  - الحدبة (الجسر)
    1. مركز الشهيق العميق: يرسل هذا المركز التنبيهات إلى مركز الشهيق في البصلة لإطالة فترة الشهيق ويتم تنظيم هذا التأثير بطريقتين هما:
      - العصب الحائر (التائه)
      - المركز الحدبي الناهي الذي يثبط مركز الشهيق

    2. المركز الحدبي الناهي: يتلقى هذا المركز التنبيهات من مركز الشهيق ويرسل تأثيراته وتنبيهاته إلى مركز الزفير لإثارته من أجل إيقاف الشهيق.
4. الأعصاب التنفسية الحركية : بعض هذه الأعصاب يصدر من قشرة الدماغ والبعض الآخر يصدر من منطقة الجسر وتعمل تشابكاً آخر في النخاع الشوكي لتعطي العصبونات النهائية التي تصل عضلات التنفس لتنقل إليها أوامر الاستجابة. فالعصب الحجابي الذي يعصب الحجاب الحاجز يعمل تشابكه الثاني في الفقرة العنقية السابقة، بينما العصب الوربي الذي يعصب العضلات الوريد بين الأضلاع يعمل تشابكه الثاني في الفقرة الصدرية الأولى، أما العضلات الهيكلية فتتعصب بالأعصاب القادمة من الدماغ.

### الاستجابة للضغوط الجوية المنخفضة
الحويصلات الهوائية المفتوحة (عبر مجاري الهواء) إلى الغلاف الجوي ، تجعل ضغط الهواء السنخي مساوي لضغط الهواء الجوي . مع توسع الرئتين ، يحتل الهواء السنخي حجمًا أكبر ، وينخفض ضغطه ، مما يتسبب في تدفق الهواء عبر الممرات الهوائية ، حتى يعود الضغط في الحويصلات الهوائية مرة أخرى يساوي ضغط الهواء الجوي. يحدث العكس أثناء الزفير. هذه العملية (الشهيق والزفير) هي نفسها تمامًا عند مستوى سطح البحر ، أو في قمة جبل إيفرست ، أو في غرفة الغوص أو غرفة الضغط.
ومع ذلك ، عندما يرتفع المرء فوق مستوى سطح البحر ، تنخفض كثافة الهواء إلى النصف تقريبًا عند ارتفاع 5500 مترًا . نظرًا لأن تكوين الهواء الجوي ثابت تقريبًا عند أقل من 80 كم ، ونتيجة لتأثير التغيرات المستمرة للطقس ، فإن تركيز الأكسجين في الهواء يكون (مليمول من الأكسجين/ لتر من الهواء المحيط) ينخفض في نفس الوقت معدل انخفاض ضغط الهواء مع الارتفاع. لذلك ، من أجل تنفس نفس كمية الأكسجين في الدقيقة ، يجب على الشخص أن يستنشق حجمًا أكبر نسبيًا من الهواء في الدقيقة عند ارتفاع أعلى من مستوى سطح البحر. يتم تحقيق ذلك عن طريق التنفس بشكل أعمق وأسرع (أي فرط التنفس).
ومع ذلك ، هناك من مضاعفات تزيد من حجم الهواء الذي يجب استنشاقه في الدقيقة لتوفير نفس كمية الأكسجين للرئتين على ارتفاع كما هو الحال عند مستوى سطح البحر. أثناء الاستنشاق يتم تسخين الهواء وتشبعه ببخار الماء أثناء مروره عبر ممرات الأنف والبلعوم . يعتمد ضغط بخار الماء المشبع على درجة الحرارة. فعند درجة حرارة الجسم الطبيعية ( 37 درجة مئوية)، يكون الضغط 6.3 كيلو باسكال (47.0 مم زئبق) ، بغض النظر عن أي تأثيرات أخرى ، بما في ذلك الارتفاع. وهكذا عند مستوى سطح البحر ، حيث يبلغ الضغط الجوي حوالي 100 كيلو باسكال ، يتدفق الهواء الرطب إلى الرئتين من القصبة الهوائية. ويتكون من بخار الماء (6.3 كيلو باسكال) والنيتروجين (74.0 كيلو باسكال) والأكسجين (19.7 كيلو باسكال) وكميات ضئيلة من ثاني أكسيد الكربون والغازات الأخرى (إجمالي 100 كيلو باسكال). في الهواء الجاف ، يكون الضغط الجزئي للأكسجين عند مستوى سطح البحر 21.0 كيلو باسكال (أي 21٪ من 100 كيلو باسكال) ، مقارنة بـ 19.7 كيلو باسكال في الأكسجين الذي يدخل الهواء السنخي. (الضغط الجزئي للأكسجين في القصبة الهوائية هو 21٪ ويكون يعادل حينها [100 كيلو باسكال - 6.3 كيلو باسكال] = 19.7 كيلو باسكال). عند قمة جبل إيفرست (على ارتفاع 8848 مترًا من مستوى سطح البحر) يبلغ إجمالي الضغط الجوي 33.7 كيلو باسكال ، منها 7.1 كيلو باسكال (أو 21٪) أكسجين. يبلغ إجمالي ضغط الهواء الداخل إلى الرئتين أيضًا 33.7 كيلو باسكال ، منه 6.3 كيلو باسكال بخار الماء (كما هو الحال عند مستوى سطح البحر). هذا من شأنه أن يقلل الضغط الجزئي للأكسجين الذي يدخل الحويصلات الهوائية إلى 5.8 كيلو باسكال (أو 21٪ من [33.7 كيلو باسكال - 6.3 كيلو باسكال] = 5.8 كيلو باسكال). وبالتالي فإن الانخفاض في الضغط الجزئي للأكسجين في الهواء المستنشق أكبر بكثير مما يوحي به انخفاض الضغط الجوي الكلي عند الارتفاع (على جبل إيفرست: 5.8 كيلو باسكال مقابل 7.1 كيلو باسكال).
توجد مضاعفات طفيفة أخرى يمكن ان يتسبب بها الارتفاع. إذا تضاعف حجم الرئتين على الفور عند بداية الاستنشاق ، فإن ضغط الهواء داخل الرئتين سينخفض إلى النصف. يحدث هذا بغض النظر عن الارتفاع. وبالتالي ، يؤدي خفض ضغط الهواء عند مستوى سطح البحر إلى النصف (100 كيلو باسكال) إلى ضغط هواء داخل الرئة بمقدار 50 كيلو باسكال. عند القيام بالشيء نفسه على ارتفاع 5500 مترًا ، حيث يكون الضغط الجوي 50 كيلو باسكال فقط ، ينخفض ضغط الهواء داخل الرئة إلى 25 كيلو باسكال. لذلك ، ينتج عن نفس التغيير في حجم الرئة عند مستوى سطح البحر اختلاف 50 كيلو باسكال في الضغط بين الهواء المحيط والهواء داخل الرئة ، بينما ينتج عنه اختلاف 25 كيلو باسكال فقط عند 5500 م. وبالتالي ، فإن الضغط الدافع الذي يدفع الهواء إلى الرئتين أثناء الاستنشاق ينخفض إلى النصف عند هذا الارتفاع. المعدل _وبالتالي فإن تدفق الهواء إلى الرئتين أثناء الاستنشاق عند مستوى سطح البحر يكون ضعف ما يحدث عند 5500 متر. ومع ذلك ، في الواقع ، يحدث الاستنشاق والزفير بشكل أكثر بساطة وأقل مفاجأة مما في المثال المذكور. الاختلافات بين الضغط الجوي وضغط الرئة ، الذي يدفع الهواء داخل وخارج الرئتين أثناء دورة التنفس ، في حدود 2-3 كيلو باسكال فقط. يمكن تحقيق مضاعفة أو أكثر من هذه الفروق الصغيرة في الضغط فقط من خلال تغييرات كبيرة جدًا في جهد التنفس على ارتفاعات عالية.
يتم استيعاب جميع التأثيرات المذكورة أعلاه للضغوط الجوية المنخفضة على التنفس بشكل أساسي عن طريق التنفس بشكل أعمق وأسرع . يتم تحديد الدرجة الدقيقة لفرط التنفس عن طريق غازات الدم ، والذي ينظم الضغط الجزئي للأكسجين وثاني أكسيد الكربون في الدم الشرياني. هذه الآلية تعطي الأولوية لتنظيم الضغط الشرياني الجزئي لثاني أكسيد الكربون على الأكسجين عند مستوى سطح البحر. هذا يعني أنه عند مستوى سطح البحر ، يتم الحفاظ على الضغط الشرياني الجزئي لثاني أكسيد الكربون عند مستوى قريب جدًا من 5.3 كيلو باسكال (أو 40 ملم زئبق) في ظل مجموعة واسعة من الظروف ، على حساب الضغط الشرياني الجزئي للأكسجين ، والذي يُسمح له بالتغير ضمن نطاق واسع جدًا من القيم ، قبل إثارة استجابة التنفس التصحيحية. ومع ذلك ، عندما ينخفض الضغط الجوي (وبالتالي الضغط الجزئي للأكسجين في الهواء الجوي) إلى أقل من 50-75٪ عن قيمته عند مستوى سطح البحر ، تُعطى الأولوية لاستتباب الأكسجين على ثاني أكسيد الكربون. يحدث هذا التبديل على ارتفاع حوالي 2500 متر (أو حوالي 8000 قدم). إذا حدث هذا التبديل بشكل مفاجئ نسبيًا ، فإن فرط التنفس على ارتفاعات عالية سيسبب انخفاضًا حادًا في الضغط الشرياني الجزئي لثاني أكسيد الكربون ، مع ما يترتب على ذلك من ارتفاع في درجة الحموضة في بلازما الشرايين . ويعتبر أحد العوامل المساهمة في مرض المرتفعات العالية. من ناحية أخرى ، إذا كان التحول إلى توازن الأكسجين غير مكتمل ، فقد يؤدي نقص الأكسجين إلى تعقيد الصورة السريرية مع نتائج قاتلة.

### تأثير ثاني أكسيد الكربون
1. عندما تكون نسبة CO2 في الهواء المستنشق طبيعية 0.05% لا يحصل أي تغيير على تنفس الشخص.
2. إذا ارتفعت نسبة CO2 في هواء التنفس إلى 3% يزداد عمق التنفس وتبقى سرعته بطيئة ويدعى ذلك فرط التهوية.
3. إذا ارتفعت إلى حوالي 5% تزداد سرعة التنفس وعمقه.
4. إذا ارتفعت إلى حوالي 6% تتباطئ الوظائف الدورانية والتنفسية وتصاب بالخمول والهمود ويصاب الشخص بالصداع والدوار والإغماء.

### تأثير نقص الأكسجين في هواء الجوي
إن النسبة المئوية للأكسجين في الهواء الجوي 20.95% فإذا انخفضت إلى أقل من 13% فإن التنفس سيزداد سرعة وعمقاً وبذلك تزداد كمية الأكسجين في الأسناخ الرئوية فتطرد كمية CO2 من الأسناخ فيقل عمق التنفس لفترة قصيرة يعود بعدها التنفس إلى عميقاً بسبب تجمع ثاني أكسيد الكربون ثانية، وهكذا يتغير عمق التنفس بصورة متناوبة بالزيادة والنقصان، ويدعى التنفس عندها بالتنفس الدوري المتناوب. إن ارتفاع نسبة CO2 في الدم يحدث أثناء الوقف التنفسي وفي نفس الوقت ينخفض تركيز الأكسجين في الدم، فتتنبه مراكز التنفس الدماغية فتتسبب في زيادة عمق التنفس وسرعته، فتحدث«زيادة التهوية» وبسبب هذا تزداد نسبة الأكسجين وينخفض تركيز CO2 في الدم فيزول تنبيه المراكز التنفسية الدماغية فتعود ثانية حالة الوقف التنفسي
إن هذا النوع من التنفس يدعى تنفس شاين ستول وهو تنفس دوري متناوب يدل على خطورة حالة الشخص، ويحدث في المناطق المرتفعة.إذا ارتفع الضغط الجزيئي للأكسجين في هواء الجو فإنه سيحدث تخريشات في أنسجة الرئة، لذلك لا يجوز أن يتنفس الشخص أكسجيناً نقياً لفترة تزيد عن بضع ساعات إلا أنه من الممكن أن يتنفس مزيجاً غازياً مكوناً من 60% أكسجين و40% لفترة طويلة دون أن يسبب أضراراً صحية.

### نقص الأكسجين
المقصود بنقص الأكسجين هو النقص الحاصل عند مستوى خلايا أنسجة الجسم.
أسباب نقص الأكسجين:
1. نقص الأكسجين بسبب نقص دخول الأكسجين للجسم. وذلك بفعل نقصان الضغط الجزيئي للأكسجين (PO2) في الدم ويحدث في الأحوال التالية:
  - في المرتفعات العالية حيث ينخفض الضغط الجزيئي للهواء بما فيه الأكسجين.
  - استنشاق هواء فاسد يحتوي على كمية ضئيلة من الأكسجين عند مستو سطح البحر.
  - التنفس السريع السطحي.
  - أمراض الرئتين.
  - أمراض القلب الخلقية التي فيها اتصال بين طرفي القلب الأيمن والأيسر.
2. نقص الأكسجين بسبب فقر الدم: وينتج بسبب نقصان الهيموجلوبين في الدم الذي يحمل الأكسجين ويكون الضغط الجزيئي للأكسجين ونسبة إشباعه طبيعيين ويحدث في جميع أنواع فقر الدم أو التسمم بغاز أول أكسيد الكربون الذي يتحد مع الهيموجلوبين بنفس طريقة الأكسجين ولكن بشراهة تفوق اتحاد الأكسجين بـ 21 مرة مما يؤدي إلى نقصان الأكسجين الواصل إلى الأنسجة.
3. نقص الأكسجين التسممي: وذلك بفعل تسمم الخمائر المؤكسدة الموجودة في الأنسجة بمادة سامة مثل السيانيد حيث تصبح الأنسجة نفسها معطلة وغير قادرة على الاستفادة من الأكسجين الذي يكون ضغطه الجزيئي طبيعياً ثم يرتفع في الأوردة ليصبح أعلى مما هو في الشرايين.
4. نقص الأكسجين الركودي: وهو ناتج عن بطئ دوران الدم عبر الأنسجة فالضغط الجزيئي للأكسجين في الدم الشرياني طبيعي وكمية الأكسجين المحمولة طبيعية، ولكن الضغط الجزيئي للأكسجين وكميته في الدم الوريدي منخفضة جداً، وذلك في حالة هبوط القلب لأحتقاني.

### العوامل المؤثرة على عملية التنفس
تخضع عملية التنفس إلى عدد من التغييرات التي تطرأ على جسم الإنسان وهذه العوامل والتغييرات هي:
1. عوامل عصبية مركزية:
  - منطقة تحت المهاد تلعب دوراً أكيداً في اضطراب عملية التنفس، ويمكن ملاحظة ذلك أثناء الانفعال حيث تزداد سرعة التنفس.
  - قشرة الدماغ: تلعب دوراً في تغيير عملية التنفس أثناء الضحك أو الكلام أو الانتباه.
2. عوامل كيميائية: إن حدوث أي تغيير كيميائي للدم يعمل على اضطراب المراكز التنفسية العصبية المركزية، ويؤثر بالتالي على عملية التنفس، ويتم هذا التأثير بطريقتين: إحداهما مباشرة على المراكز العصبية التنفسية والثانية غير مباشرة أي منعكس عن طريق المستقبلات الموجودة على جدران الشرايين الأبهر والسباتي العام. وأهم العوامل المؤثرة على التنفس هي درجة الحموضة (PH) ومع جهاز التنفس.

## الأهمية السريرية
يمكن تصنيف أمراض الجهاز التنفسي إلى انسداديةوهي الأمراض التي تعوق تدفق الهواء من وإلى الرئتين كما في الربو، أو مُقَيِّدة وهي الأمراض التي تتسبب في حدوث انخفاض في حجم الرئتين الوظيفي، كما في التليف الرئوي. أيضًا يمكن تصنيف أمراض الجهاز التنفسي إما أمراض تنفسية علوية أو أمراض تنفسية سفلية وهو التصنيف الأكثر شيوعًا في سياق أمراض الجهاز التنفسي المعدية.

### أمراض الرئة الانسدادية
الرَّضَّة الرئوية كدمةٌ تحدث بسبب الصدمة الصدريّة، تؤدِّي الرضَّة إلى نزف الأسناخ، مما سيؤدي إلى امتلائها بالسوائل وبالتالي إعاقة التنفُّس، وقد تكون هذه الحالة معتدلة أو شديدة. قد تتأثر وظيفة الرئتين كذلك بالانضغاط من السوائل في حالة انصباب السائل الجنبي في الجوف الجنبي، أو مواد أخرى كالهواء في حالة استرواح الصدر، أو الدم في حالة الصدر المُدمى، أو لأسباب أخرى نادرة. تُستخدم الاستقصاءات كالأشعة السينية للصدر أو التصوي المقطعي المحوسب، أو قد تتطلَّب الحالة إدخال أداة تصريف جراحية حتى يتم التعرُّ على السبب ومعالجته.

الربو والتهاب القصبات والتهاب القصَبَات ومرض الانسداد الرئوي المزمن تمثِّلُ جميعها أمراض انسداد رئوي تتظاهر بانسداد في الطرق الهوائية، مما يحدّ من كمية الهواء القادرة على الدخول إلى الأسناخ بسبب تضيُّق الشجرة القصبية بسبب الالتهاب. يتم التعرُّف على أمراض الرئة الانسدادية بسبب أعراضها وتُشخَّص باختبارات الرئة الوظيفية كقياس التنفُّس. كما يتم إدارة العديد من الأمراض الرئوية الاسندادية عبر تجنُّب المثيرات (كالتدخين وعث الغبار مثلًا) والتحكُّم بالأعراض كاستعمال مُوَسِّعات القصبات وإخماد الالتهاب (كاستخدام الستيروئيدات القشريّة) في الحالات الشديدة. هناك سببب شائع لمرض الانسداد الرئوي المُزمن والنفاخ الرئوي وهو التدخين، أما الأسباب الشائعة لتوسُّع القصبات فتتضمن العدوى الشديدة والتليُّف الكيسيّ. أما السبب النهائي للربو فغير معروف حتى الآن.

### أمراض الرئة المُقَيِّدَة
أمراض الرئة المقيدة هي فئة من أمراض الجهاز التنفسي تتميز بفقدان مرونة الرئة، مما يتسبب بِتَيبُس وتوسع غير كامل للرئة كما هو الحال عند الرضع المصابين بمتلازمة الضائقة التنفسية. يمكن تقسيم أمراض الرئة المقيدة إلى فئتين: تلك التي تسببها عوامل داخلية وتلك التي تسببها عوامل خارجية. تحدث أمراض الرئة المقيدة الناتجة عن عوامل داخلية داخل الرئة نفسها مثل موت أنسجة الرئة بسبب الالتهاب أو السموم. على العكس من ذلك ، فإن أمراض الرئة المقيدة التي تسببها عوامل خارجية تنتج عن حالات تنشأ من خارج الرئتين مثل الخلل الوظيفي العصبي العضلي وحركات جدار الصدر غير المنتظمة.
بعض أنماط أمراض الرئة المزمنة تُصنَّف كأمراض رئة مُقيِّدة بسبب تقييد كمية النسيج الرئوي الذي يُشارك في عملية التنفُّس. تتضمن هذه الأمراض التليُّف الرئوي الذي قد يحدث عند التهاب الرئة لوقت طويل. يؤدِّي التليُّف إلى استبدال النسيج الرئوي الوظيفي بنسيج ضام ليفي، وقد يعود هذا للعديد من أمراض المهن كداء سحار عمال الفحم، أو أمراض المناعة الذاتية أو في حالات أكثر ندرة قد يعود إلى تأثير دوائي.

### انسداد الشعب الهوائية المزمن
انسداد الشعب الهوائية المزمن يتميز بزيادة في مقاومة الشعب الهوائية لتدفق الهواء وبالانخفاض الدائم لوظيفة الرئة، في حين لا تزال القدرة الحيوية عادية نسبيا، مما يسبب تضخم الصدر المفرط للمرضى الذين لديهم انسداد الشعب الهوائية المزمن.
تعرّض الشعب الهوائية لعدة سنوات لمواد مـُهيـِّجة كدخان التبغ والتلوّث الصناعي يسبب انسداد الشعب الهوائية المزمن. 95% من المصابين بمرض الانسداد الرئوي المزمن هم من المدخنون وغالباً قاموا بالتدخين يومياً لفترة 45 سنة.
لا يتطور الربو إلى انسداد الشعب الهوائية المزمن عادة، ولكن المصابون بالربو الذين يدخنون لديهم خطورة منخفضة لتطوير تغييرات مـُزمنة في الشعب الهوائية.

### أمراض الجهاز التنفسي المزمنة
أمراض الجهاز التنفسي المزمنة (CRDs) هي أمراض طويلة الأمد تُصيب الشعب الهوائية وغيرها من هياكل الرئة . يحدث تدمر لأنسجة الرئة بسبب تجمع كميات كبيرة من الخلايا الالتهابية .يعتبر الربو، مرض الانسداد الرئوي المزمن، أو متلازمة الضائقة التنفسية الحادة مثال على ذالك. يمكن للعلاجات التي تساعد على توسع الممرات الهوائية أن تساعد في السيطرة على أعراض ضيق التنفس. عادة ما تستمر لمدة ثلاثة أشهر إلى سنتين.

### التهابات الجهاز التنفسي
يمكن أن تؤثر العدوى على أي جزء من الجهاز التنفسي. وهي تُقسّم إلى التهابات الجهاز التنفسي العلوي والتهابات الجهاز التنفسي السفلي.

#### عدوى الجهاز التنفسي العلوي
يُعرَف مجرى الهواء العلوي بأنه جميع الهياكل التي تربط المزمار بالفم والأنف. أكثر عدوى الجهاز التنفسي العلوي شيوعًا هي نزلات البرد . ومع ذلك ، فإن التهابات أعضاء معينة في الجهاز التنفسي العلوي مثل التهاب الجيوب الأنفية، التهاب اللوزتين،التهاب الأذن الوسطى، التهاب البلعوم، والتهاب الحنجرة تعتبر أيضًا من التهابات الجهاز التنفسي العلوي.
التهاب لسان المزمار نتيجة عدوى بكتيرية قد يتسبب بتورمًا في الحنجرة قد يهدد الحياة بنسبة وفيات تبلغ 7% عند البالغين و1% عند الأطفال. لا تزال المستدمية النزلية هي السبب الرئيسي حتى مع أخذ التطعيمات. كما يمكن أن تسبب المكورات العقدية المقيحة التهابات لسان المزمار. تشمل الأعراض سيلان اللعاب والصرير وصعوبة التنفس والبلع وصوت أجش.
الخُنَاق (التهاب الحنجرة القصبي) هو عدوى فيروسية تُصيب الأحبال الصوتية عادة ما تستمر من خمسة إلى ستة أيام. يتمثل العرض الرئيسي في السعال النباحي والحمى منخفضة الدرجة . يمكن ملاحظة الخُناق باستخدام الأشعة السينية ويظهر علامة تسمى "علامة برج الكنيسة"التي هي تضيق في القصبة الهوائية . يحدث بشكل شائع في أشهر الشتاء عند الأطفال الذين تتراوح أعمارهم بين 3 أشهر -5 سنوات. يسمى الشكل الحاد الذي تسببه البكتيريا التهاب القصبات الجرثومي.
التهاب اللوزتينهو ورم في اللوزتين بسبب عدوى بكتيرية أو فيروسية. يمكن أن يؤدي هذا الالتهاب إلى انسداد مجرى الهواء. التهاب اللوزتين يمكن أن يُكَوّن خِرَاج حول اللوزتين وهو أكثر عدوى مجرى الهواء العلوي شيوعًا ويحدث بشكل أساسي عند الشباب. يسبب تورمًا في إحدى اللوزتين مما يدفع اللهاة إلى الجانب السليم. يتم التشخيص عادةً بناءً على العرض التقديمي والفحص. تشمل الأعراض عمومًا الحمى، التهاب الحلق، صعوبة البلع، صعوبة في الصوت.

#### عدوى الجهاز التنفسي السُفلي
عدوى الجهاز التنفسي السفلي الأكثر شيوعا هي الالتهاب الرئوي، وهو عدوى تصيب الرئتين عادة تسببها بكتيريا العقدية الرئوية. يعتبر السل في جميع أنحاء العالم سببًا مهمًا للالتهاب الرئوي. أيضًا يمكن لمسببات أخرى فيروسية أو فطرية أن تُسبب الالتهاب الرئوي . قد يحدث الالتهاب الرئوي مضاعفات مثل خراج الرئة، تكوين تجاويف مستدير في الرئة نتيجة الدمار الذي أحدثته الخلايا الالتهابية، كما يمكن أن ينتشر إلى التجويف الجنبي أو العقد الليفمية أو الدم ومنه إلى أعضاء أخرى مسببًا بؤر إلتهابية كما يحدث في الحالات المتقدمة من السل الرئوي.

#### عدوى الجهاز التنفسي العلوي والسفلي
خلل الحركة الهدبي الأولي هو اضطراب وراثي يتسبب في تعطل حركة الأهداب. هذا من شأنه أن يتسبب بالتهابات تنفسية مزمنة، سعال،واحتقان الأنف. يُمكن أن يؤدي إلى توسع القصبات الذي يمكن أن يتسبب بمشاكل في التنفس تهدد الحياة.

### الأورام

#### الأورام الخبيثة
تعتبر الأورام الخبيثة للجهاز التنفسي ، وخاصة سرطان الرئة مشكلة صحية رئيسية مسؤولة عن 15% من جميع تشخيصات السرطان و30% من جميع وفيات السرطان. تُعزى غالبية سرطانات الجهاز التنفسي إلى تدخين التبغ.
الأنواع الرئيسية لسرطان الجهاز التنفسي هي:
- سرطان الخلايا الصغيرة.
- سرطانة الرئة غير صغيرة الخلايا.
  - سرطان غدي في الرئة.
  - سرطان الخلايا الحرشفية في الرئة.
  - سرطان الرئة ذو الخلايا الكبيرة.
- سرطان الغدد الليمفاوية.
- سرطان الرأس والعنق.
- سرطانات الرئة الأخرى
  - الورم السرطاوي
  - ساركوما كابوزي
  - الورم الميلانيني.
- ورم الظهارة المتوسطة ،الذي يحدث غالبًا بسبب التعرض طويل الأمد لغبار الأسبستوس.

نظرًا لكون العديد من السرطانات تنتشر عبر مجرى الدم إلى القلب ومنه إلى الرئتين ، فمن الشائع حدو سرطانات نقائل داخل الرئة. ففي سرطان الثدي قد ينتشر بشكل مباشر أو عبر العقدة الليمفاوية. بعدما ينتشر سرطان القولون إلى الكبد فانه كثيرًا ما ينتقل إلى الرئة. سرطان البروستاتا وسرطان الخلايا الجرثومية وسرطان الخلايا الكلوية قد ينتقل أيضًا إلى الرئة.
يعتمد علاج سرطان الجهاز التنفسي على نوع السرطان. فقد يكون هناك حاجة إلى الاستئصال الجراحي لجزء من الرئة (استئصال الفص، استئصال القطعة، أو استئصال الوتد) أو استئصال الرئة باكملها) ، جنبًا إلى جنب مع العلاج الكيميائي والعلاج الإشعاعي . تعتمد فرصة النجاة من سرطان الرئة على المرحلة التي وصلها السرطان وقت اكتشافه(وقت التشخيص) وتبلغ حوالي 14-17% بشكل عام. في حالة انتشار النقائل السرطانية إلى الرئة ، يمكن أن يكون العلاج مُمكنا ولكن في حالات نادرة فقط.

#### الأورام حميدة
تعتبر الأورام الحميدة من الحالات النادرة في الجهاز التنفسي. من أمثلة الأورام الحميدة:
- الورم العيبي الرئوي.
- التشوهات الخلقية مثل تشوه مجرى الهواء الرئوي الخلقي.

### أمراض التجويف الجنبي
يُعرف تجمع السوائل في التجويف الجنبي باسم الانصباب الجنبي. قد يكون هذا بسبب انتقال السوائل من مجرى الدم إلى التجويف الجنبي بسبب بعض الحالات كما في حالة قصور القلب الاحتقاني وتليف الكبد. أيضًا قد يكون بسبب التهاب غشاء الجنب نفسه كما يحدث مع العدوى ، الصمة الرئوية، السل، ورم الظهارة المتوسطة وحالات أخرى.
- استرواح الصدر هو حالة يحدث فيها انثقاب للغشاء الجنبي الذي يُغطي الرئة مما يسمح للهواء في الرئة بالهروب إلى التجويف الجنبي. فيحدث انهيار للرئة المصابة كما يحدث للبالون حين يُفرغ من الهواء. استرواح الصدر الضاغط هو شكل حاد من استرواح الصدر حيث لا يستطيع الهواء في التجويف الجنبي من الهروب فيستمر استرواح الصدر في الاتساع حتى يضغط على القلب والأوعية الدموية قد تكون مهددة للحياة.

### أمراض الأوعية الدموية الرئوية
أمراض الأوعية الدموية الرئوية هي الحالات المرضية التي تؤثر على الدورة الدموية الصُغرى ومن الأمثلة على ذالك:
- الانصمام الرئوي، يحدث نتيجة جلطة دموية تسد الشريان الرئوي الجذعي أو تفرعاته، تتشكل الجلطة الدموية غالبًا في أوردة الجسم المختلفة خصوصًا جلطات الأوردة العميقة. تتحرر الجلطة وتنفك من مكانها في بطانة الوريد ثم تسري مع تيار الدم الوريدي إلى الأذين الأيمن ثم البطين الأيمن ومنه تُدفع عبر الصمام الرئوي إلى جذع الشريان الرئوي حتى ينتهي بها المطاف في الرئة مُسَبِبَه انسداد رئوي يختلف. حدته باختلاف حجم الجلطة والمكان الذي استقرت به. في حالة الجلطات كبيرة الحجم والتي بِمقدورِها سد جذع الشريان الرئوي بالكامل تكون قاتلة في لحظات وتسبب الموت المفاجئ، بينما الجلطات متوسطة الحجم يمكن أن تتسبب بموت جزء من الرئة وأعراض تنفسية أخرى، فيما الجلطات الصغيرة جدًا لا تُحدث أيّ أعراض. يمكن أيضًا لعدد من المواد الأخرى أن تسد مجرى الدم الرئوي ولكنها نادرة جدًا كما في حالات الانصمام الدهني (خاصة بعد كسور العظام حيث تتحر قطعة دهنية من نخاع العظم الأصفر وتدخل أحد الأوردة الممزقة ألى الدم)، وانصمام السائل الأمنيوسي (هروب جزء من السائل السلوي نتيجة تمزق الكيس السَّلوِيّ المحيط بالجنين أثناء المخاض -إلى الدم في حال وجود تمزق للأوعية الدموية في الرحم).
- ارتفاع ضغط الدم الشرياني الرئوي، ارتفاع الضغط في الشرايين الرئوية يحدث بسبب نتيجة تأثيرات أمرض آخرى.
- الوذمة الرئوية، تسرب السوائل من الشعيرات الدموية في الرئة إلى الحويصلات الهوائية (أو المساحات الهوائية). عادة ما يكون بسبب قصور القلب الاحتقاني.
- النزف الرئوي، يمكن أن يؤدي التهابات الشعيرات الدموية في الرئة إلى تسرب الدم إلى الحويصلات الهوائية. قد ينتجه عنه يسبب سعال دموي. كما يمكن أن يكون النزف الرئوي ناتجًا عن اضطرابات المناعة الذاتية مثل الورم الحبيبي مع التهاب الأوعية ومتلازمة جودباستور.

### أمراض حديثي الولادة
الأمراض الرئوية تؤثر أيضًا على الأطفال حديثي الولادة وغالبا ما تكون الاضطرابات مختلفه عن تلك التي تؤثر على البالغين.
- متلازمة الضائقة التنفسية لدى الرضع، تحدث بشكل شائع في الساعات الست الأولى بعد الولادة في حوالي 1% من إجمالي الأطفال المواليد في الولايات المتحدة.[12] تبلغ إحتمالية الاصابة بمتلازمة الضائقة التنفسية في الأطفال الخُدَج بنسبة 71% خصوصًا في أولائك الذين يقل وزنهم عن 750 جرام.

تحدث متلازمة الضائقة التنفسية الناجمة عن عدم كفاية انتاج الفاعل السطحي (Surfactant) غالبًا في أطفال الولادة المبكرة أو الأطفال الخُدج. يؤدي نقص العامل السطحي إلى التصاق سَطحَيّ الرئة ببعضها ، مما يتسبب بتقص في التهوية هذا من شأنه أن يتسبب بنقص الأكسجة، وحماض تنفسي الذي يمكن أن يؤدي إلى ارتفاع ضغط الدم الرئوي.
- خلل التنسج القصبي الرئوي، هي حالة تحدث بعد الولادة عادةً نتيجة التهوية الميكانيكية واستخدام الأكسجين. يحدث هذا بشكل حصري تقريبًا عند الرضع قبل النضج ويتميز بالتهاب وتلف في الحويصلات الهوائية الأوعية الدموي. مضاعفات اضطراب الشخصية الحدية يمكن أن تتبع المريض حتى مرحلة البلوغ. قد يعانون هؤلاء الأطفال من صعوبات في التعلم وارتفاع ضغط الدم الرئوي ومشاكل السمع. في الأشخاص البالغين هناك احتمال متزايد للإصابة بالربو وعدم تحمل التمارين.[20]
- متلازمة شفط العقي، تحدث عند الرضع الذين يبتلعون العقي إلى الرئة أثناء وجودهم داخل الرحم. يعد العُقِيّ أول براز يخرج من حديثي الولادة ويكون قد تكون في الطفل خلال الثلاثة الأشهر الأخيرة من الحمل نتيجة تجمعه في أمعاء الجنين ، يتكون العقي من المواد التي ابتلعها الطفل خلال الوقت الذي قضاه في الرحم ويشمل على خلايا ظهارية الأمعاء، الزغب، المخاط، السائل السلوي، والصفراء، والماء. لكن يمكن أن يدخل جزء من هذا السائل إلى الرئة وبتالي يبقى في الرئة. تشمل عوامل الخطر الأم المصابة بمرض السكري، وفي حالة نقص الأكسجة لدى الجنين والولادة السريعة وارتفاع ضغط الدم عند الأم.[21] يعتمد تشخيصه على السائل الأمنيوسي الذي يظهر مصبوغًا بالعقي عند الولادة، كذالك بتلطّخ الجلد والأظافر، الحبل السري. يمكن أن يتسبب هذا السائل الذي ابتعله الطفل في انسداد مجرى الهواء، والالتهاب الرئوي، وانخفاض التوتر السطحي. يظهر في الأشعة السينية على شكل انخماص غير مكتمل وتضخم مفرط مع استرواح في الصدر.
- ارتفاع ضغط الدم الرئوي المستمر عند الوليد (PPHN)، هو متلازمة تحدث نتيجة الانتقال غير الطبيعي إلى الحياة خارج الرحم. يتميز بارتفاع مقاومة الأوعية الدموية الرئوية وتضيق الأوعية مما يؤدي إلى تحويل الدم من الجانب الأيمن من القلب إلى الجانب الأيسر من خلال الثقبة البيضوية أو القناة الشريانية.[12] هناك ثلاثة أسباب رئيسية لـ PPHN مجهولة السبب، متلازمة شفط العقي، ونقص تنسج الأوعية كما هو الحال في فتق الحجاب الحاجز. تختفي في نهاية المطاف عند معظم الأطفال.[22] هذه المتلازمة هي الوحيدة التي وافقت إدارة الغذاء والدواء الأمريكية على استخدام أكسيد النيتريك المُستنشق علاجًا لها.[23] في الأشعة السينية يمكن رؤية الشقوق المنتشرة، والتشققات البينية، وأحيانًا الانصباب الجنبي. يعتبر تشخيص تفريقي بسبب تشابهه مع أمراض أخرى، وكثيرًا ما يستخدم ضغط المجرى الهوائي الإيجابي المستمر للمساعدة في دفع سوائل الرئة إلى الأوعية الدموية الرئوية.[24][25]
- انتفاخ الرئة الخلالي الرئوي،، هي الحالة التي يتسرب فيها الهواء من الحويصلات الهوائية إلى النسيج الخلالي الرئوي. يعتبر مرض نادر يحدث غالبًا عند الأطفال الخدج ، على الرغم من أنه من الممكن أن يظهر عند البالغين.[26] غالبًا ما يظهر على شكل تدهور بطيء لوضائف التنفس، مع ازدياد ابحاجة إلى دعم التنفس الصناعي. تصوير الصدر بالأشعة السينية هو المعيار التشخيصي حيث يطهر على شكل كيسي أو خطي شفاف يمتد إلى حواف الرئتين.[24]
- التهاب القصيبات، هو تورم وتراكم للمخاط في القصيبات. عادة ما يحدث بسبب عدوى الفيروس المخلوي التنفسي البشري (RSV) ، الذي يصيب الرضيع حالما يلامس سوائل الأنف أو الحلق لشخص مصاب.[27] يصيب الفيروس الخلايا الهدبية والوظيفة مسببًا موتها. حطام الخلايا الميتة والوذمة والالتهاب كلها تتسبب في النهاية بظهور الأعراض.[28] يعد السبب الأكثر شيوعًا في الأطفال دون سن عام واحد. يمكن أن يتسبب بعدوى خفيفة في الجهاز التنفسي إلى فشل في الجهاز التنفسي. نظرًا لعدم وجود دواء لعلاج المرض تتم إدارته بشكل داعم فقط بالسوائل والأكسجين.[29]